# Mamuka Kobakhidze
Mamuka Kobakhidze (en georgiano: მამუკა კობახიძე; Tiflis, 23 de agosto de 1992) es un futbolista georgiano que juega en la demarcación de defensa para el FC Dinamo Batumi de la Erovnuli Liga.

## Selección nacional
Tras jugar con la selección de fútbol sub-16 de Georgia, la sub-17, la sub-19 y la sub-21, finalmente  hizo su debut como internacional con la selección absoluta el 11 de octubre de 2020. Lo hizo en un partido de la Liga de Naciones de la UEFA contra Armenia que finalizó con un resultado de empate a dos tras los goles de Khoren Bayramyan y Henrikh Mkhitaryan para Armenia, y de Nika Kacharava y Tornike Okriashvili para Georgia.

## Clubes
| Club                       | País    | Año       | Partidos | Goles |
| -------------------------- | ------- | --------- | -------- | ----- |
| FC Zestafoni               | Georgia | 2009-2013 | 87       | 2     |
| FC Alania Vladikavkaz      | Rusia   | 2013      | 0        | 0     |
| FC Dila Gori               | Georgia | 2013-2014 | 31       | 0     |
| FC Rubin Kazan             | Rusia   | 2014-2015 | 5        | 0     |
| FC Mordovia Saransk        | Rusia   | 2015-2016 | 2        | 0     |
| FC Neftekhimik Nizhnekamsk | Rusia   | 2016-2017 | 21       | 0     |
| FC Locomotive Tbilisi      | Georgia | 2017      | 15       | 1     |
| FC Rustavi                 | Georgia | 2018      | 16       | 2     |
| FC Torpedo Kutaisi         | Georgia | 2018-2019 | 46       | 2     |
| FC Dinamo Batumi           | Georgia | 2019-     | 104      | 5     |

## Palmarés

### Campeonatos nacionales
| Título               | Club               | País    | Año  |
| -------------------- | ------------------ | ------- | ---- |
| Erovnuli Liga        | FC Zestafoni       | Georgia | 2011 |
| Supercopa de Georgia | FC Zestafoni       | Georgia | 2012 |
| Erovnuli Liga        | FC Zestafoni       | Georgia | 2012 |
| Copa de Georgia      | FC Torpedo Kutaisi | Georgia | 2018 |
| Supercopa de Georgia | FC Torpedo Kutaisi | Georgia | 2019 |
| Erovnuli Liga        | FC Dinamo Batumi   | Georgia | 2021 |